# Astoria (Dakota del Sud)
Astoria è un comune (town) degli Stati Uniti d'America della contea di Deuel nello Stato del Dakota del Sud. La popolazione era di 139 persone al censimento del 2010.

## Geografia fisica
Astoria è situata a 44°33′28″N 96°32′47″W (44.557702, -96.546326).
Secondo lo United States Census Bureau, ha un'area totale di 0,16 miglia quadrate (0,41 km²).

## Storia
Astoria fu pianificata nel 1900. Deve il suo nome all'omonima città nell'Oregon. Un ufficio postale è stato in funzione ad Astoria a partire dal 1900.

## Società

### Evoluzione demografica
Secondo il censimento del 2010, c'erano 139 persone.

### Etnie e minoranze straniere
Secondo il censimento del 2010, la composizione etnica della città era formata dal 100,0% di bianchi.